# Lica
Lica er et dansk pigenavn, der er godkendt af Familiestyrelsen som fornavn.
Ifølge Danmarks Statistik var der pr. 1. januar 2007 23 kvinder i Danmark, der bar navnet.

## Kendte personer med navnet
- Lica Weis Næraa, forfatter og tegner